# Марле Аке
Марле Аке (фр. Marley Aké, нар. 5 січня 2001, Безьє) — французький футболіст івуарійського походження, фланговий півзахисник італійського клубу «Ювентус». На умовах оренди виступає за «Удінезе».

## Клубна кар'єра
Народився 5 січня 2001 року в місті Безьє. Вихованець юнацьких команд футбольних клубів «Агатуа», «Монпельє» та «Безьє». У липні 2018 року став гравцем футбольної академії «Марселя». 29 червня 2019 року підписав свій перший професійний контракт з «Марселем».
У складі першої команди дебютував 29 вересня в матчі французької ліги 1 проти «Ренна», вийшовши на заміну замість Валера Жермену. 30 жовтня вперше вийшов у стартовому складі «олімпійців» у матчі Кубка французької ліги проти «Монако». Всього у складі Марсельського колективу зіграв 26 ігор в усіх турнірах.
28 січня 2021 року Аке за 8 млн євро перейшов до італійського «Ювентуса», підписавши угоду на 4,5 роки, причому Франко Тонья переїхав в зворотному напрямку до Марселя за ту ж плату. Півзахисника відразу було віддано в резервну команду «Ювентус U23», що виступала у Серії С.
Спочатку виступав за молодіжний клуб «Ювентусу». 18 січня 2022 року дебютував у матчі Кубку Італії проти «Сампдорії», на 75-й хвилині зустрічі замінивши Хуана Куадрадо. Вже через хвилину після виходу на поле заробив пенальті, змусивши своїми діями Томмазо Ауджелло зфолити проти себе. Дебют гравця в Серії А відбувся 13 лютого 2022 року в гостьовій зустрічі проти «Аталанти». Марле вийшов на поле на 86-й хвилині замість Альваро Морати.

## Виступи за збірну
11 жовтня 2019 року дебютував у складі юнацької збірної Франції (U-19) у матчі проти однолітків з Бельгії. Після цього до юнацької збірної не викликався.

## Статистика виступів

### Статистика клубних виступів
Станом на 21 травня 2022
| Сезон                          | Команда                        | Чемпіонат                      | Чемпіонат | Чемпіонат | Національний кубок | Національний кубок | Національний кубок | Континентальні кубки | Континентальні кубки | Континентальні кубки | Інші змагання | Інші змагання | Інші змагання | Усього | Усього | Усього |
| Сезон                          | Команда                        | Ліга                           | Ігор      | Голів     | Ліга               | Ігор               | Голів              | Ліга                 | Ігор                 | Голів                | Ліга          | Ігор          | Голів         | Ігор   | Голів  |        |
| ------------------------------ | ------------------------------ | ------------------------------ | --------- | --------- | ------------------ | ------------------ | ------------------ | -------------------- | -------------------- | -------------------- | ------------- | ------------- | ------------- | ------ | ------ | ------ |
| 2018–19                        | «Марсель Б»                    | АЧФ2                           | 30        | 7         | -                  | -                  | -                  | -                    | -                    | -                    | -             | -             | -             | 30     | 7      |        |
| сер-січ. 2020                  | «Марсель Б»                    | АЧФ2                           | 7         | 7         | -                  | -                  | -                  | -                    | -                    | -                    | -             | -             | -             | 7      | 7      |        |
| Усього за «Марсель Б»          | Усього за «Марсель Б»          | Усього за «Марсель Б»          | 37        | 14        |                    | -                  | -                  |                      | -                    | -                    |               | -             | -             | 37     | 14     |        |
| 2019–20                        | «Марсель»                      | Л1                             | 9         | 0         | КФ+КЛ              | 3+1                | 0                  | -                    | -                    | -                    | -             | -             | -             | 13     | 0      |        |
| 2020-січ. 2021                 | «Марсель»                      | Л1                             | 9         | 0         | КФ                 | 0                  | 0                  | ЛЧ                   | 4                    | 0                    | СФ            | 0             | 0             | 13     | 0      |        |
| Усього за «Марсель»            | Усього за «Марсель»            | Усього за «Марсель»            | 18        | 0         |                    | 4                  | 0                  |                      | 4                    | 0                    |               | -             | -             | 26     | 0      |        |
| січ.-черв. 2021                | «Ювентус Некст Джен»           | C                              | 16+1      | 2         | -                  | -                  | -                  | -                    | -                    | -                    | -             | -             | -             | 17     | 2      |        |
| 2021–22                        | «Ювентус Некст Джен»           | C                              | 25        | 5         | КІ-C               | 1                  | 0                  | -                    | -                    | -                    | -             | -             | -             | 26     | 5      |        |
| Усього за «Ювентус Некст Джен» | Усього за «Ювентус Некст Джен» | Усього за «Ювентус Некст Джен» | 42        | 7         |                    | 1                  | 0                  |                      | -                    | -                    |               | -             | -             | 43     | 7      |        |
| 2021–22                        | «Ювентус»                      | A                              | 4         | 0         | КІ                 | 2                  | 0                  | ЛЧ                   | -                    | -                    | СІ            | 0             | 0             | 6      | 0      |        |
| 2022–23                        | «Ювентус»                      | A                              | 0         | 0         | КІ                 | 0                  | 0                  | ЛЧ                   | 0                    | 0                    | -             | -             | -             | 0      | 0      |        |
| Усього за «Ювентус»            | Усього за «Ювентус»            | Усього за «Ювентус»            | 4         | 0         |                    | 2                  | 0                  |                      | 0                    | 0                    |               | 0             | 0             | 6      | 0      |        |
| Усього за кар'єру              | Усього за кар'єру              | Усього за кар'єру              | 101       | 21        |                    | 7                  | 0                  |                      | 4                    | 0                    |               | -             | -             | 112    | 21     |        |